# Brasão de armas de Trindade e Tobago
O Brasão de armas de Trindade e Tobago foi concebido por uma comissão formada em 1962 para selecionar os símbolos que representam o povo trinitário. A comissão contou com o artista Carlisle Chang e o designer George Bailey. O escudo tem as mesmas cores (preto, vermelho e branco), da bandeira da nação e possui os mesmos significados. Os três navios dourados são Santa Maria, Niña e Pinta, os três navios utilizados por Colombo na sua viagem para o "Novo Mundo". As aves, utilizadas como suportes são o guará à destra do brasão e o guacharaca (um faisão tropical) à sinistra, os pássaros nacionais de Trindade e Tobago. Abaixo dessas aves está o lema da nação, em inglês: "Juntos Nós Aspiramos, Juntos Nós Conseguimos".